# New-York-Express

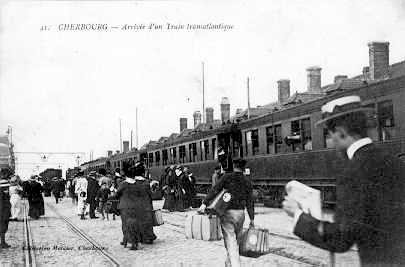
Der „Train Transatlantique“ nach Ankunft im Hafenbahnhof Cherbourg

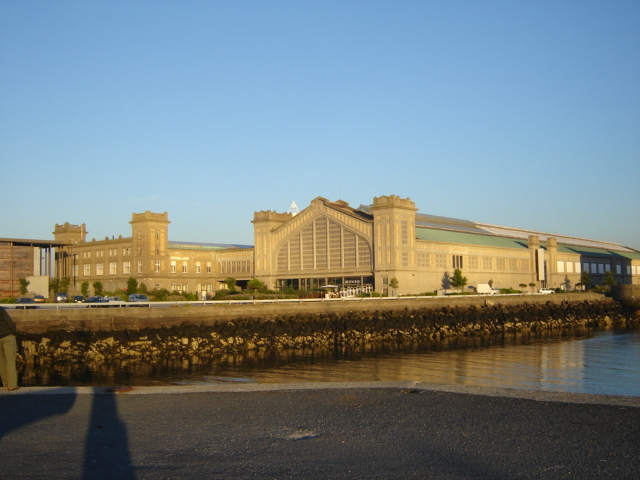
Gare Cherbourg Maritime (Hafenbahnhof Cherbourg) – historische Aufnahme

Der New-York-Express war eine Zugverbindung, die als Boat train den Anschluss an Transatlantik-Liner verschiedener Schifffahrtsgesellschaften herstellte, die ab bzw. über Cherbourg nach Nordamerika verkehrten.

## Verkehr
Der New-York-Express verkehrte ab 1900 als Luxuszug der CIWL nach Bedarf und im Anschluss an den Fahrplan der Schiffe vom Pariser Bahnhof Saint-Lazare nach Cherbourg. Ursprünglich bedienten die Züge in Cherbourg den dortigen Bahnhof Cherbourg-Maritime, nachdem dieser 1968 stillgelegt wurde, den Bahnhof Cherbourg. Zuletzt bedient wurde damit der Verkehr der Cunard Line mit der „Queen Elizabeth 2“ und ihrer Nachfolgerin Queen Mary 2, bis Cunard die Bedienung von Cherbourg einstellte.

## Geschichte
Erstmals 1895, nach anderer Quelle bereits 1889, wurden solche Züge auf Bestellung der Hamburg-Amerika-Linie von der Compagnie des chemins de fer de l’Ouest eingesetzt, damals ein Zug aus Salonwagen, ausschließlich für ihre Passagiere der 1. Klasse. Ab 1900 wurde der Dienst im Auftrag des Norddeutschen Lloyd (NDL) mit Salonwagen der Compagnie Internationale des Wagons-Lits (CIWL) gefahren.